# Karl von Adamović
Karl von Adamović (německy Carl Edler von Adamović) (23. ledna 1844 Domažlice – 4. srpna 1925 Portorož) byl rakousko-uherský admirál. U c. k. námořnictva sloužil od roku 1861 a zúčastnil se několika válek. Později se uplatnil mimo jiné jako pedagog a v námořní administraci na ministerstvu války. V roce 1893 byl povýšen do šlechtického stavu a v závěru kariéry velel výcvikovým lodím. V roce 1899 byl penzionován a mimo aktivní službu později dosáhl hodnosti kontradmirála (1907).

## Životopis

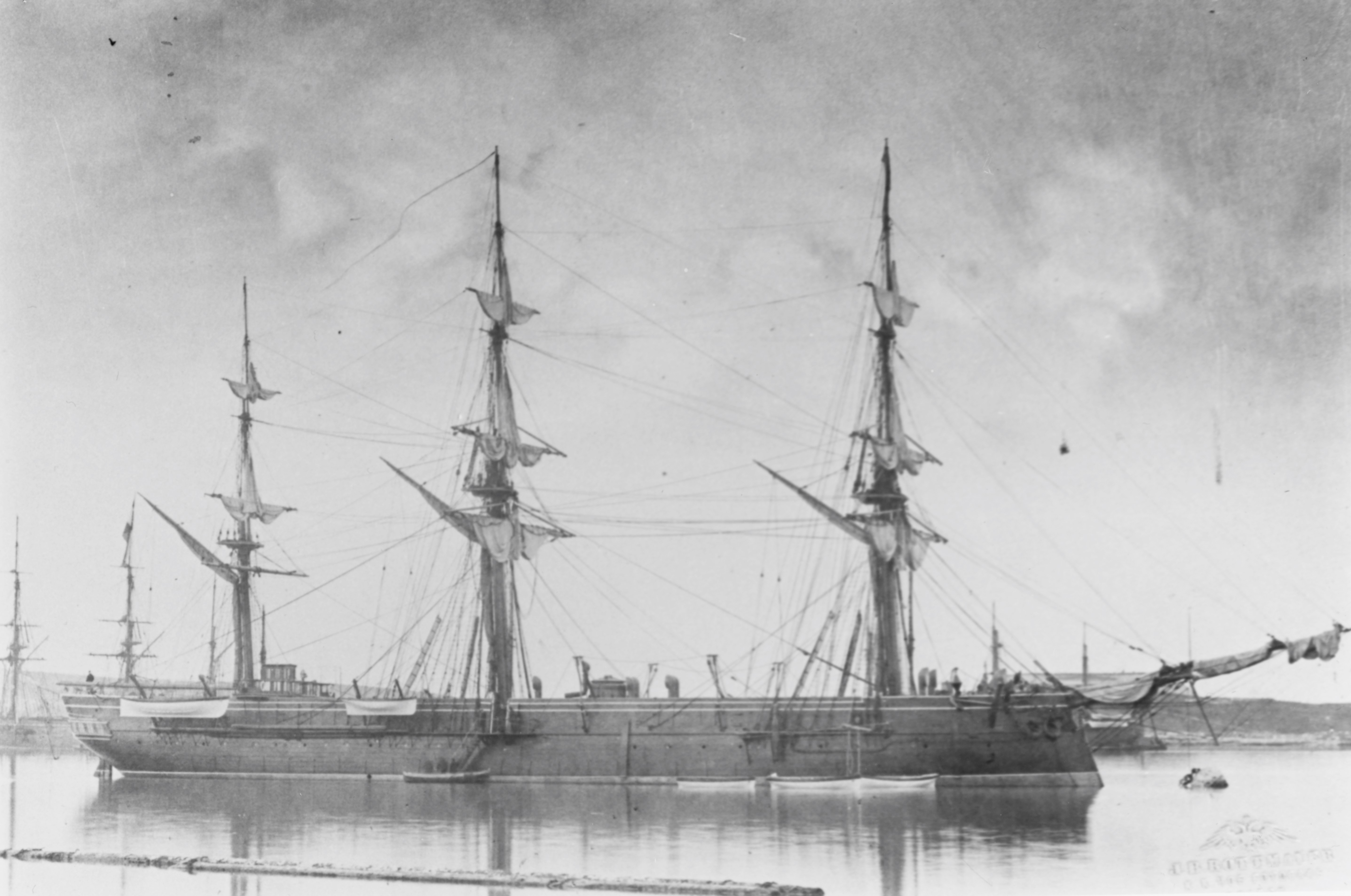
Korveta SMS Fasana, vlajková loď Karla Adamoviće na cestě kolem světa (1893–1895)

Pocházel z domažlické měšťanské rodiny, byl starším synem Egidia Adamoviće, úředníka okresního soudu v Hostinném. Po absolvování reálky studoval na pražské Polytechnice a v roce 1861 vstoupil jako kadet k námořnictvu. Kromě služby na různých lodích působil také u námořních základen v Benátkách a Terstu. V roce 1864 se na pancéřové fregatě SMS Don Juan d'Austria zúčastnil dánsko-německé války a v roce 1866 získal hodnost praporčíka. Za války s Itálií se na fregatě SMS Schwarzenberg zúčastnil bitvy u Visu. Na stejné lodi se později podílel na výcviku kadetů námořní akademie (1872–1874).
Postupoval v hodnostech (poručík II. třídy 1874, poručík I. třídy 1878) a sloužil mimo jiné u jednotek námořní pěchoty. Několik let strávil jako dělostřelecký důstojník na korvetě SMS Saida a v letech 1881–1884 působil jako pedagog na C. k. námořní akademii v Rijece. Později získal pod velení menší plavidla, byl také prvním důstojníkem na císařské jachtě SMS Miramar a admirálské jachtě SMS Pelikan. 
K datu 1. května 1888 byl povýšen na korvetního kapitána s přidělením k námořnímu arzenálu v Pule. Poté byl velitelem cvičné lodi SMS Novara (1888–1890) a dělového člunu SMS Albatros (1890–1891). V hodnosti fregatního kapitána (1. května 1891) byl ředitelem personálního odboru v námořní sekci na ministerstvu války ve Vídni (1892–1893). Jako velitel korvety SMS Fasana absolvoval v letech 1893–1895 dvouletou cestu na Dálný východ a do Austrálie. Mezitím byl povýšen na kapitána řadové lodi (1. listopadu 1894). V závěru aktivní kariéry vystřídal velení cvičných lodí SMS Novara (1896–1897) a SMS Radetzky (1897–1898), v létě 1896 byl krátce také velitelem křižníku SMS Kaiser Franz Joseph I.
V březnu 1898 byl bez bližšího zařazení přeložen ke sborovému námořnímu velitelství v Pule a krátce poté odeslán na dovolenou. K datu 1. února 1899 byl penzionován a mimo aktivní službu dosáhl později hodnosti kontradmirála (19. listopadu 1907).
Po odchodu do výslužby žil mimo jiné v Praze, později přesídlil do Portorose (dnes Portorož ve Slovinsku), kde také zemřel v srpnu 1925 ve věku 81 let.

## Rodina
Byl dvakrát ženatý, z druhého manželství s Marií, rozenou Geraldiovou, měl jedinou dceru Ludmilu Karolínu, provdanou za námořního poručíka Karla Pospischila. 
Jeho mladší bratr Egidius (Äegydius, 1861–1930) sloužil v c. k. armádě a za první světové války dosáhl hodnosti generálmajora. Ve vojsku sloužil také jejich strýc Johann (psal se jako Adamowicz, 1828–1905), který dosáhl hodnosti podplukovníka a za zásluhy ve službách mexického císaře Maxmiliána I. byl v roce 1895 povýšen do šlechtického stavu. Protože Johann ani Karl neměli mužské potomky, Egidius požádal o přenesení šlechtického titulu na svou osobu, což mu bylo potvrzeno císařem Karlem I. v roce 1917.

## Tituly a ocenění
Po odchodu z funkce na ministerstvu války byl v roce 1893 povýšen do šlechtického stavu s titulem Edler von. Během služby u námořnictva se stal nositelem několika vyznamenání v Rakousku-Uhersku i v zahraničí.

### Rakousko-Uhersko
- Válečná pamětní medaile (1864)
- Válečná medaile (1873)
- Vojenský záslužný kříž (1884)
- Služební odznak pro důstojníky III. třídy (1886)
- Řád železné koruny III. třídy (1898)
- Jubilejní pamětní medaile (1898)
- Vojenský jubilejní kříž (1908)

### Zahraničí
- důstojník Řádu sv. Mořice a Lazara (1876, Itálie)